# Адміністративний устрій Новоархангельського району
Адміністративний устрій Новоархангельського району — адміністративно-територіальний поділ Новоархангельського району Кіровоградської області на 1 селищну раду та 21 сільську раду, які об'єднують 52 населені пункти та підпорядковані Новоархангельській районній раді. Адміністративний центр — смт Новоархангельськ.

## Список радНовоархангельського району
| №  | Назва                              | Центр                | Населені пункти                                                                  | Площа км² | Місце за площею | Населення (2001), чол. | Місце за населенням |
| -- | ---------------------------------- | -------------------- | -------------------------------------------------------------------------------- | --------- | --------------- | ---------------------- | ------------------- |
| 1  | Новоархангельська селищна рада     | смт Новоархангельськ | смт Новоархангельськ с. Журавка с. Комишеве с. Лозуватка с. Синюха с. Солдатське |           |                 |                        |                     |
| 2  | Вільшанська сільська рада          | с. Вільшанка         | с. Вільшанка с. Шляхове                                                          |           |                 |                        |                     |
| 3  | Ганнівська сільська рада           | с. Ганнівка          | с. Ганнівка с. Кагарлик с. Новопетрівка                                          |           |                 |                        |                     |
| 4  | Іванівська сільська рада           | с. Іванівка          | с. Іванівка с. Вукитичеве                                                        |           |                 |                        |                     |
| 5  | Кальниболотська сільська рада      | с. Кальниболота      | с. Кальниболота с. Жеванівка с. Калинівка с. Кіндратівка с. Низове с. Приют      |           |                 |                        |                     |
| 6  | Кам'янецька сільська рада          | с. Кам'янече         | с. Кам'янече                                                                     |           |                 |                        |                     |
| 7  | Копенкуватська сільська рада       | с. Копенкувате       | с. Копенкувате с. Борщова с-ще Урожайне с. Шевченка                              |           |                 |                        |                     |
| 8  | Мартинівська сільська рада         | с. Мартинівка        | с. Мартинівка                                                                    |           |                 |                        |                     |
| 9  | Мар'янівська сільська рада         | с. Мар'янівка        | с. Мар'янівка с. Диковичеве с. Сабове с. Червінка                                |           |                 |                        |                     |
| 10 | Надлацька сільська рада            | с. Надлак            | с. Надлак с. Тимофіївка                                                          |           |                 |                        |                     |
| 11 | Небелівська сільська рада          | с. Небелівка         | с. Небелівка                                                                     |           |                 |                        |                     |
| 12 | Нерубайська сільська рада          | с. Нерубайка         | с. Нерубайка с. Станіславівка                                                    |           |                 |                        |                     |
| 13 | Підвисоцька сільська рада          | с. Підвисоке         | с. Підвисоке с. Володимирівка                                                    |           |                 |                        |                     |
| 14 | Покотилівська сільська рада        | с. Покотилове        | с. Покотилове с. Орлове с. Тарасівка                                             |           |                 |                        |                     |
| 15 | Покровська сільська рада           | с. Покровка          | с. Покровка                                                                      |           |                 |                        |                     |
| 16 | Розсохуватецька сільська рада      | с. Розсохуватець     | с. Розсохуватець                                                                 |           |                 |                        |                     |
| 17 | Свердликівська сільська рада       | с. Свердликове       | с. Свердликове                                                                   |           |                 |                        |                     |
| 18 | Скалівська сільська рада           | с. Скалева           | с. Скалева с. Голубенка                                                          |           |                 |                        |                     |
| 19 | Скалівсько-Хутірська сільська рада | с. Скалівські Хутори | с. Скалівські Хутори с. Кринички                                                 |           |                 |                        |                     |
| 20 | Тернівська сільська рада           | с. Тернівка          | с. Тернівка                                                                      |           |                 |                        |                     |
| 21 | Торговицька сільська рада          | с. Торговиця         | с. Торговиця с. Левківка                                                         |           |                 |                        |                     |
| 22 | Ятранська сільська рада            | с. Ятрань            | с. Ятрань с. Вербівка с. Зрубанці                                                |           |                 |                        |                     |